# Károly Schilberszky
Károly Schilberszky (Buda, 26 de novembro de 1863 — Budapeste, 10 de setembro de 1935) foi um botânico e micologista que se distinguiu no campo da fitopatologia.